# Harry Potter și Talismanele Morții. Partea 2 (film)
Harry Potter și Talismanele Morții. Partea 2 (engleză Harry Potter and the Deathly Hallows – Part 2) este un film bazat pe ultimul volum din cunoscuta serie Harry Potter scrisă de autoarea J.K. Rowling. Filmul este împărțit în două părți, deoarece s-a considerat că un singur film de aproximativ două ore nu poate să acopere toată acțiunea din carte. Prima parte a fost lansată pe 16 noiembrie 2010, iar cea de-a doua parte a fost lansată pe 15 iulie 2011. Filmele sunt regizate de David Yates, care a regizat și cele două filme anterioare.

## Subiect
Odată cu lansarea în cinema a mult-așteptatului Harry Potter și Talismanele Morții - Partea 2, cea mai de succes serie a tuturor timpurilor ajunge la final. În acest ultim capitol, tensiunea urcă la cote nebănuite, culminând cu bătălia epică dintre Harry Potter și cel mai mare dușman, Lordul Cap-de-mort. Lunga călătorie ia sfârșit cu dramatica încleștare între bine și rău.
După ce au distrus un Horcrux și au aflat semnificația magicelor Talismane ale Morții, Harry împreună cu Hermione continuă căutarea celorlalte Horcruxuri, pentru a avea o șansă de a-l distruge pe Cap-de-mort. Însă, spre ghinionul lor, maleficul personaj reușește să pună mâna pe Bagheta de Soc și acum vrea cu orice preț să atace Școala Hogwarts și să pună stăpânire pe cele două lumi.

## Distribuție (în ordine alfabetică)
- Alan Rickman - Profesorul Severus Snape (Plesneală)
- Bonnie Wright - Virginia Weasley (Ginny)
- Daniel Radcliffe - Harry Potter
- David Bradley - Argus Filch
- Emma Watson - Hermione Granger
- Fiona Shaw - Mătușa Petunia Dursley
- Harry Melling - Dudley Dursley
- Ian Hart - Profesorul Quirrell
- John Cleese - Sir Nicholas De Mimsy-Porpington (Nick Aproape-Făr-De-Cap)
- John Hurt - Mr. Ollivander
- Julie Walters - Dna. Weasley
- Katharine Nicholson - Pansy Parkinson
- Maggie Smith - Profesoara Minerva McGonagall
- Matthew Lewis - Neville Longbottom (Poponeață)
- Michael Gambon - Directorul Albus Dumbledore
- Richard Griffiths - Unchiul Vernon Dursley
- Robbie Coltrane - Rubeus Hagrid
- Rupert Grint - Ron Weasley
- Tom Felton - Draco Malfoy (Reacredintă)